# Moonchild Sanelly
Moonchild Sanelly (eredeti neve Sanelisiwe Twisha) (Gqeberha, 1987. november 20. –) dél-afrikai énekesnő, táncosnő.

## Életpályája
Port Elizabethben lépett fel először, majd Durban-ben zenés színpadokon játszott, aztán átköltözött Johannesburgba, és ott vett lendületet zenei pályafutása. Muzsikája átlépte hazája határait, olyan fesztiválokon játszott, mint az SXSW, Houston, Texas és Primavera Sound. 2018 augusztusában egy dél-afrikai hop-hop csoporttal, a Die Antwoorddal csinált egy európai turnét.
Zenéje kísérleti elektronikus, afro-punk elemeket mutat kwaito, hip-hop és jazz háttérrel. Xhosa nyelven is énekel.

## Lemezek
- Weh Mameh 2018
- Low Magic 2018
- Thirsty 2017
- F-Boyz 2017
- Midnight Starring 2017
- Yhu (Radio Edit) 2017
- Biggest Curse 2017
- African Icon Vol. 1 2017
- Okabani 2016
- Guestlist 2016
- Buthi Madlisa 2016
- Fox with That 2016
- Melanin Girls Remix 2016
- Rabulapha!